# Utah Athletic Foundation
Utah Athletic Foundation är en ideell organisation som skapades för att bevara en del av de anläggningarna som användes vid olympiska vinterspelen 2002 i Salt Lake City. I maj 2002 övertog Utah Athletic Foundation skötseln av Olympic Park och Olympic Oval. Organisationens logotyp är en variant av den till olympiska vinterspelen 2002.